# Rory Sparrow

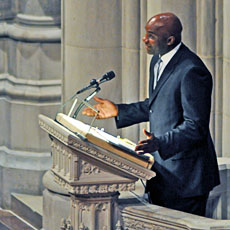
Rory Sparrow, 2010.

Rory Darnell Sparrow, född 12 juni 1958 i Suffolk i Virginia, är en amerikansk före detta professionell basketspelare (PG) som tillbringade tolv säsonger (1980–1992) i den nordamerikanska basketligan National Basketball Association (NBA), där han spelade för New Jersey Nets, Atlanta Hawks, New York Knicks, Chicago Bulls, Miami Heat, Sacramento Kings och Los Angeles Lakers. Under sin karriär gjorde han 7 557 poäng (9,0 poäng per match); 4 192 assists och 1 755 rebounds, räddningar från att bollen ska hamna i nätkorgen, på 836 grundspelsmatcher.
Sparrow draftades av New Jersey Nets i fjärde rundan i 1980 års draft som 75:e spelare totalt.
Han spelade fyra matcher med Chicago Bulls innan han blev skickad till Los Angeles Lakers under säsongen 1991–1992, samma säsong som Bulls vann sin andra raka NBA-mästerskap.
Innan han blev proffs, studerade han vid Villanova University och spelade basket för deras idrottsförening Villanova Wildcats i National Collegiate Athletic Association (NCAA).